# Ludwig Minkus

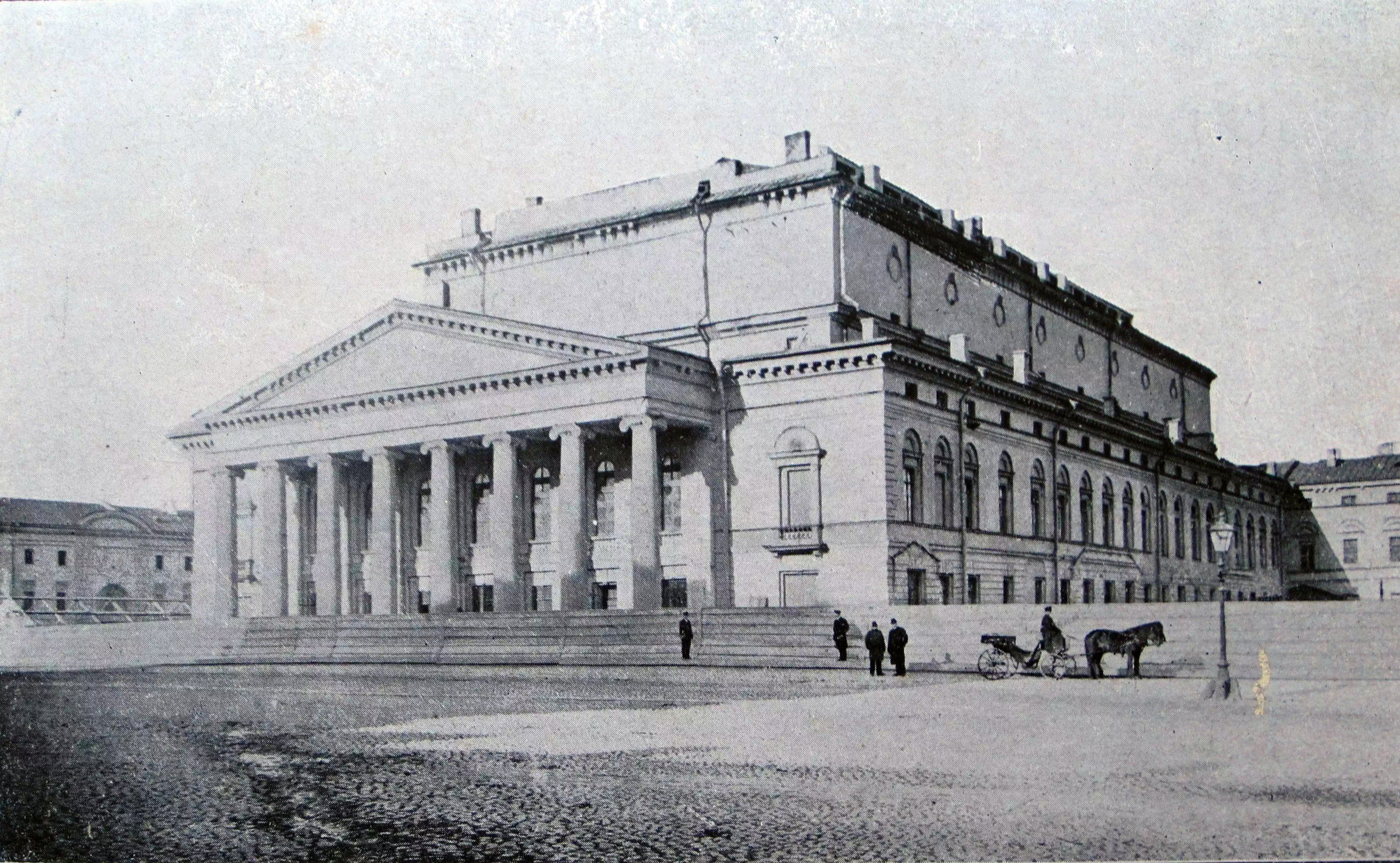
Teatr Bolszoj w Petersburgu w 1886 roku, przed rozbudową

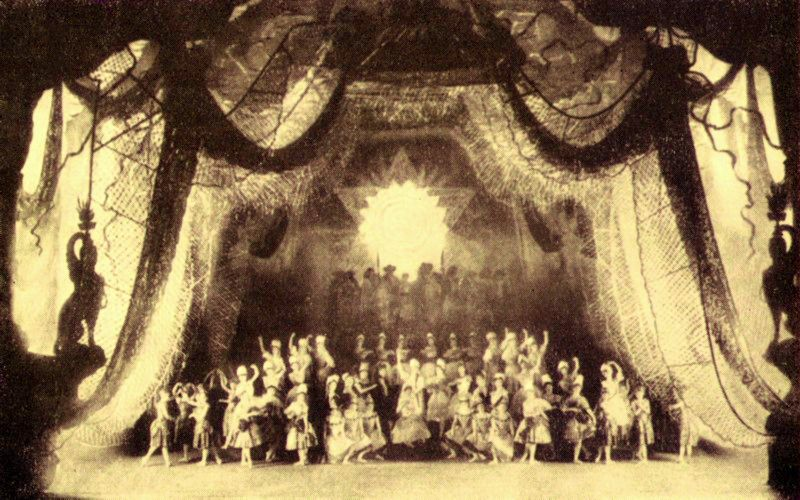
Scena z baletu Les Pilules magiques w Teatrze Maryjskim w Petersburgu, 1886

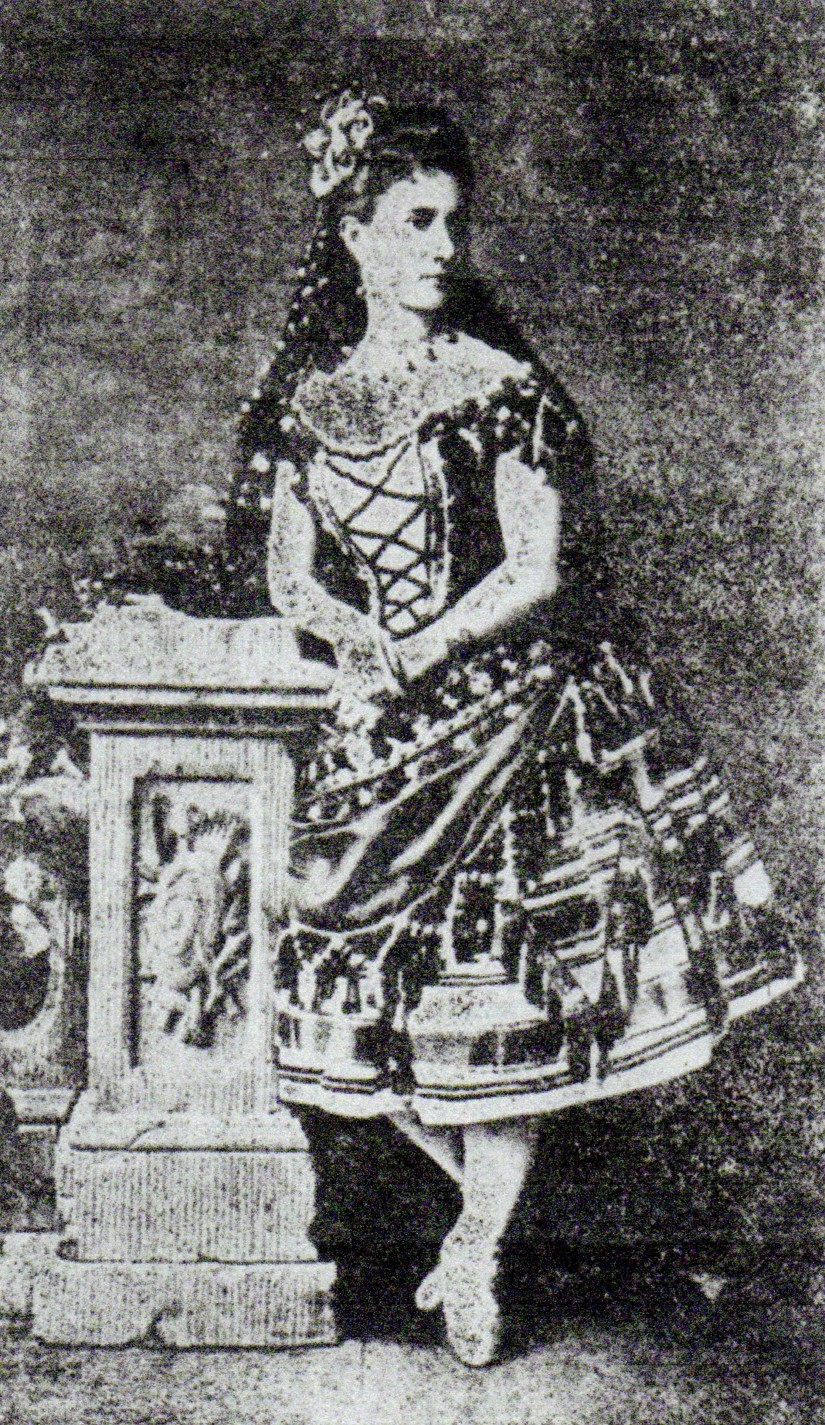
Jekatierina Waziem w balecie Paquita z 1846 roku, który Minkus wzbogacił muzycznie w 1881 roku, specjalnie dla niej. Teatr Bolszoj w Petersburgu

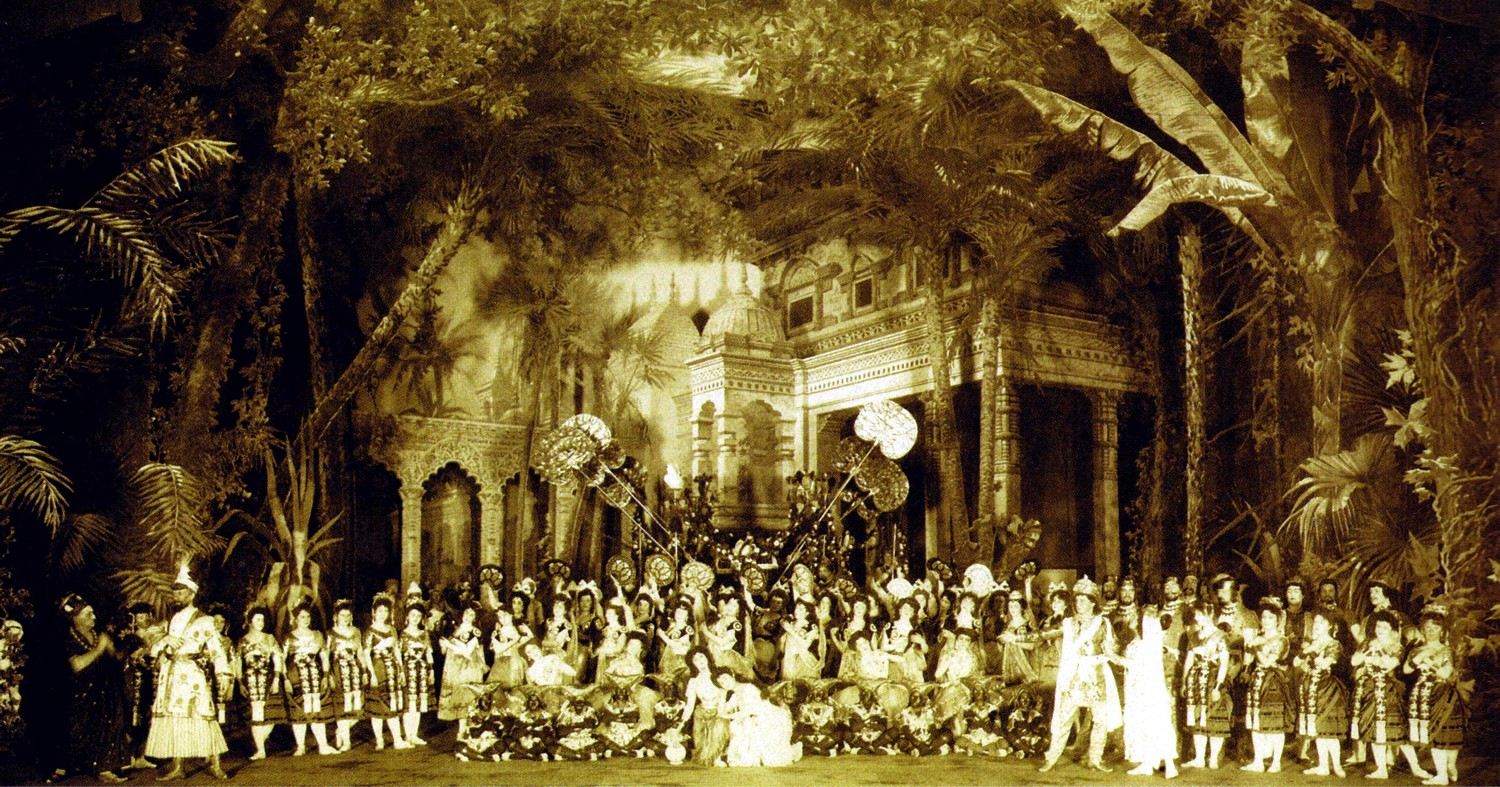
Akt II baletu La Bayadère w Teatrze Maryjskim w Petersburgu, 1900

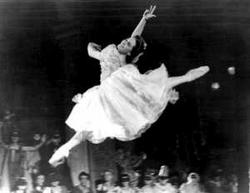
Olga Lepieszynska w Don Kichocie, 1940

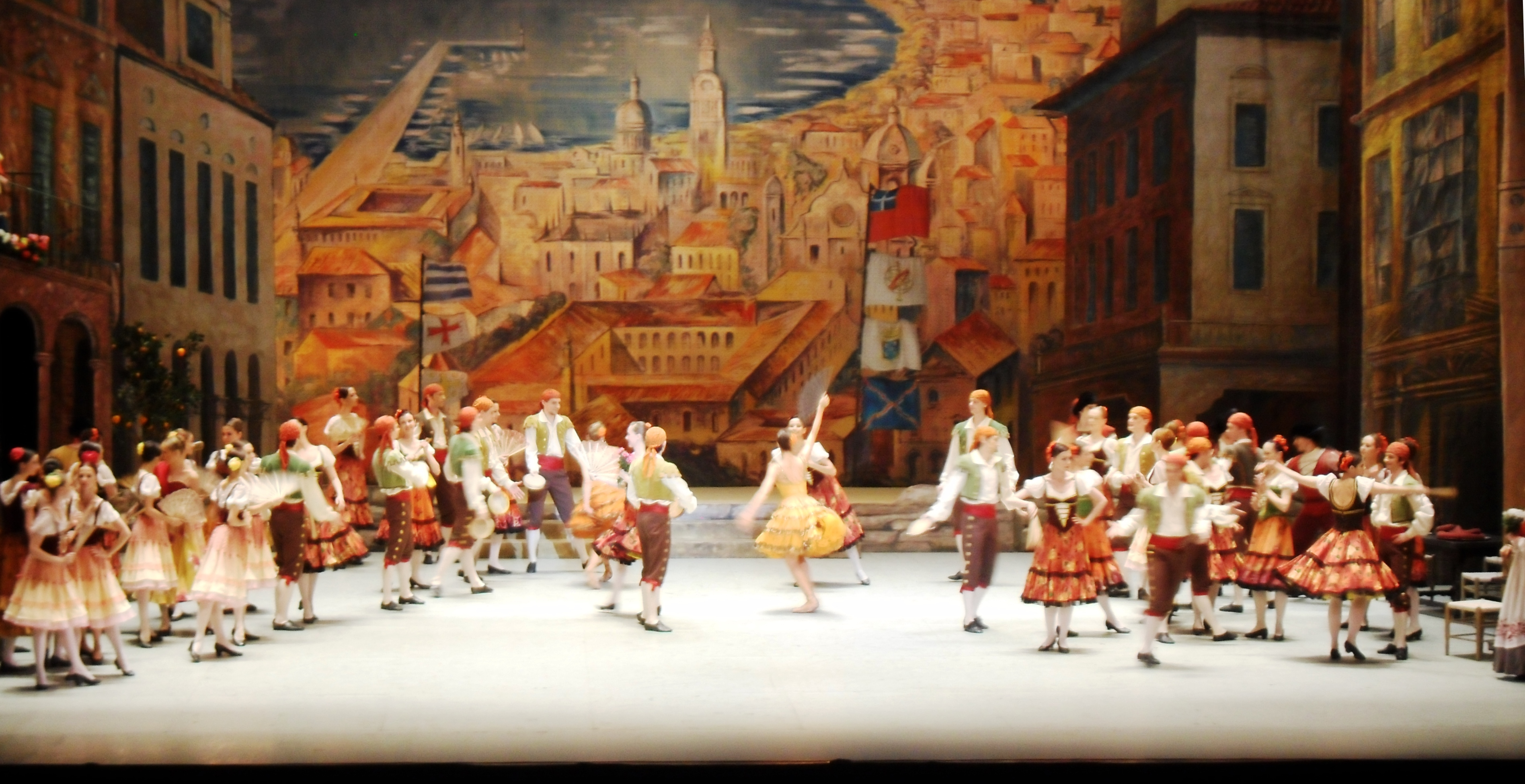
Współczesna aranżacja Don Kichota: akt I, Teatr Bolszoj, Moskwa, 2011

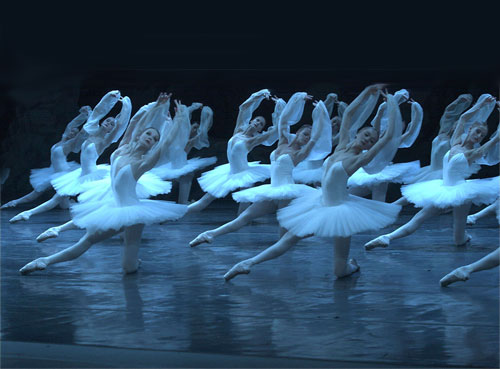
La Bayadère, 2011

Ludwig Minkus, właśc. Aloysius Bernhard Philipp Minkus, znany też jako Leon Fiodorowicz Minkus (ur. 23 marca 1826 w Innere Stadt (Wiedeń), zm. 7 grudnia 1917 w Wiedniu) – austriacki kompozytor. 
Najpłodniejszy kompozytor baletowy drugiej połowy XIX wieku, dyrygent i autor oryginalnej muzyki lub opracowań muzycznych blisko 30 baletów, w znacznej części Mariusa Petipy. Pedagog. Komponował również koncerty i etiudy skrzypcowe. Przez wiele lat żył i pracował w Rosji.

## Życiorys
Ludwig Minkus pochodził z żydowskiej rodziny o polskich lub czeskich korzeniach. Jego rodzice, Theodor Johann Minkus i Maria Franziska Heimann, w przeddzień ślubu przeszli na katolicyzm. Ludwig (wtedy Aloysius) zaczął się uczyć gry na skrzypcach w wieku 4 lat, a w wieku ośmiu uchodził już za cudowne dziecko. Mając 12 lat rozpoczął studia w wiedeńskim Towarzystwie Przyjaciół Muzyki. W młodości grał w orkiestrze Johanna Straussa (syna), wiele podróżował. W wieku 26 lat został pierwszym skrzypkiem Opery Wiedeńskiej. W tym okresie otrzymał zaproszenie od księcia Nikołaja Jusupowa, aby objąć kierownictwo jego prywatnej orkiestry. Przyjąwszy to zaproszenie, pracował w prywatnym teatrze w Petersburgu w latach 1853–1855, komponując muzykę do dworskich przedstawień baletowych.
Minkus mieszkał w Rosji przez kolejne 40 lat (do 1891 roku). Ożenił się tam (w 1855 roku) z Austriaczką Marią Antoinette Schwarz, nie mieli dzieci. Od 1856 roku pracował jako pierwszy skrzypek Teatru Bolszoj w Moskwie. Wkrótce otrzymał również stanowisko dyrygenta opery włoskiej w tym teatrze. Od 1864 roku był jednocześnie profesorem w Konserwatorium Moskiewskim. Blisko współpracował z francuskimi tancerzami i choreografami: Arthurem Saint-Léonem i Mariusem Petipą, co przyniosło mu sławę i uznanie w Europie. Za namową Petipy przeniósł się w 1871 roku do Petersburga, gdzie przyjął stanowisko etatowego kompozytora baletowego teatrów carskich. Tam przez kolejne 15 lat skomponował lub opracował muzykę do około 20 baletów Petipy, wystawianych w tamtejszych teatrach: Bolszoj i Maryjskim. Po likwidacji etatu kompozytora baletowego w 1886 roku Minkus przeszedł na emeryturę i w 1891 roku wrócił z żoną do Wiednia. Po jej śmierci w 1895 roku żył samotnie w nędzy. Dodatkowo wybuch I wojny światowej pozbawił go skromnej, rosyjskiej emerytury. Całkowicie zapomniany, zmarł na zapalenie płuc mając 91 lat. Po śmierci został pochowany na cmentarzu Döblinger w Wiedniu. Na fali antysemickiej polityki w 1939 roku został ekshumowany i pogrzebany w anonimowej zbiorowej mogile, a jego grób został zniszczony przez nazistów.

## Twórczość (balety) i daty premier

### Dla Teatru Bolszoj wPetersburgu
- Le Poisson doré (Złota rybka), choreografia: A. Saint-Léon, 20 listopada 1867 (8 listopada starego stylu)
- Le Lys (Lilia), choreografia: A. Saint-Léon, 2 listopada 1869 (21 października starego stylu)
- La Camargo (Kamargo), choreografia M. Petipa, 29 grudnia 1872 (17 grudnia starego stylu)
- Les Brigands (Rozbójnicy), choreografia M. Petipa, 6 lutego 1875 (26 stycznia starego stylu)
- Les Aventures de Pélée (Przypadki Pepeusa), choreografia M. Petipa, 30 stycznia 1876 (18 stycznia starego stylu)
- La Bayadère (Bajadera), choreografia M. Petipa, 4 lutego 1877 (23 stycznia starego stylu)
- Roxana, la beauté du Monténégro (Roksana), choreografia M. Petipa, 10 lutego 1878 (29 stycznia starego stylu)
- La Fille des Neiges (Córka śniegów), choreografia M. Petipa, 19 stycznia 1879 (7 stycznia starego stylu)
- Mlada (Młada), choreografia M. Petipa, 14 grudnia 1879 (2 grudnia starego stylu)
- Zoraïa, ou La Maure en Espagne (Zoraja), choreografia M. Petipa, 13 lutego 1881 (1 lutego starego stylu).

### Opracowania muzyczne dla Teatru Bolszoj w Petersburgu
- Fiametta, ou L′amour du Diable (Fiametta, czyli miłość diabła) (rozbudowany La Flamme d′amour, ou La Salamandre (Płomień miłości, czyli Salamandra)), choreografia A. Saint-Léon, 25 lutego 1864 (13 lutego starego stylu)
- Don Quixote (Don Kichot) (rozbudowany do 4 aktów i 8 obrazów), choreografia M. Petipa, 21 listopada 1871 (9 listopada starego stylu)
- Le Papillon (Motyl) (oryginalna kompozycja Jacques’a Offenbacha), choreografia M. Petipa na podstawie pierwowzoru Marie Taglioni, 19 stycznia 1874 (7 stycznia starego stylu)
- Le Songe d’une nuit d'été (oryginalna kompozycja Feliksa Mendelssohna), choreografia M. Petipa, 26 lipca 1876 (14 lipca starego stylu)
- Frisac, ou La Double noce, aranżacja na podstawie Meyerbeera, Verdiego, Belliniego i Rossiniego, choreografia M. Petipa, 23 marca 1879 (11 marca starego stylu)
- La Fille du Danube, oryginalna kompozycja Adolphe Adama, choreografia M. Petipa na podstawie Filippa Taglioniego, 8 marca 1880 (24 lutego starego stylu)
- Pâquerette, oryginalna kompozycja François Benoista w wersji stworzonej w 1860 roku przez Cesare Pugniego, choreografia M. Petipa na podstawie A. Saint-Léona, 22 stycznia 1882 (10 stycznia starego stylu)
- Le Diable à Quatre (jako La Femme capricieuse), oryginalna kompozycja Adolphe Adama w wersji stworzonej w 1850 roku przez Cesare Pugniego, 5 lutego 1885 (23 stycznia starego stylu).

### DlaTeatru Bolszojw Moskwie
- Deux jours en Venise (Dwa dni w Wenecji) choreografia?, 1862
- La Flamme d′amour, ou La Salamandre (Płomień miłości, czyli Salamandra), choreografia A. Saint-Léon, 24 listopada 1863 (12 listopada starego stylu)
- Don Quixote (Don Kichot) oryginalna wersja w 3 aktach i 8 obrazach, choreografia M. Petipa, 26 grudnia 1869 (14 grudnia starego stylu)
- Nuit et Jour, choreografia M. Petipa, 30 maja 1883 (18 maja starego stylu).

### Prace dla innych teatrów
- L′Union de Thétis et Pélée, choreografia?, 1857, Teatr Pałacu Jusupowa w Petersburgu
- Néméa, ou L′Amour vengé (skrócona do 2 aktów wersja Fiametta, ou L′amour du Diable), choreografia A. Saint-Léon, 11 lipca 1864, Théâtre Impérial de l’Opéra w Paryżu
- La Source (Źródło) (skomponowany wspólnie z Léo Delibesem), choreografia A. Saint-Léon, 12 listopada 1866 Théâtre Impérial de l’Opéra w Paryżu
- Le Poisson doré (Złota rybka) (jeden akt), choreografia A. Saint-Léon, 1 grudnia 1866 (20 listopada starego stylu), Amfiteatr na Wyspie Olgi, Peterhof
- Les Pilules magiques (Czarodziejskie pigułki), choreografia M. Petipa, 21 lutego 1886 (9 lutego starego stylu), Teatr Maryjski, Petersburg
- L’Offrandes à l’Amour (Ofiary Amora), choreografia M. Petipa, 3 sierpnia 1886 (22 lipca starego stylu), Teatr Maryjski, Petersburg.

### Fragmenty wzbogacające istniejące balety
- Entr’acte – solo skrzypcowe do baletu Orfa Adolphe Adama, 1862
- Pas de deux dla Jekatieriny Waziem do baletu Satanella do muzyki N.H. Rebera i F. Benoista, 1875
- Grand Pas classique dla Eugenii Sokołowej do baletu La Perle de Séville do muzyki Santosa Pinto, 1877
- Pas de deux dla Anny Sobieszczańskiej do baletu Jezioro łabędzie do muzyki Piotra Czajkowskiego, 1877 (fragment ten został później zaadaptowany przez Czajkowskiego i jest obecnie znany jako Pas de deux Czajkowskiego)
- Wariacja dla Eugenii Sokołowej do baletu Trilby do muzyki J. Gerbera, 1879
- Grand Pas classique dla Jekatieriny Waziem do baletu Paquita do muzyki É. Deldeveza, 1881
- Mazurka des enfants do tegoż baletu, 1881
- Przeróbka Pas de trois w tymże balecie, 1881
- Pas de deux dla Marii Gorszenkowej do baletu Giselle do muzyki A. Adama, 1884
- Wariacja dla Virginii Zucchi do baletu La fille mal gardée (Córka źle strzeżona) do muzyki P.L. Hertla, 1885.

## Inscenizacje Minkusa w Polsce
- 9 kwietnia 1964 roku odbyła się polska premiera baletu Don Kichot w Państwowej Operze w Warszawie (Don Kichot to obok Jeziora łabędziego i Giselle najczęściej wystawiany balet klasyczny)[3]
- 9 kwietnia 1966 roku – premiera Don Kichote w Operze Wrocławskiej
- 5 marca 1967 roku – premiera Don Kichota w Teatrze Wielkim w Warszawie
- 31 stycznia 1976 roku – premiera Don Kichota w Operze Bałtyckiej w Gdańsku
- 8 stycznia 1977 roku – premiera Don Kichota w Teatrze Wielkim im. Stanisława Moniuszki w Poznaniu
- 31 maja 1986 roku – premiera Don Kichota w opracowaniu Alexandra Polubentseva w Teatrze Wielkim w Łodzi
- 3 czerwca 1989 – premiera Paquity w programie Barwy tańca w Operze Śląskiej w Bytomiu
- 31 grudnia 1989 roku – premiera fragmentów Bajadery i Paquity w czasie Galowego wieczoru baletowego w Teatrze Wielkim w Warszawie
- 1 grudnia 1990 roku – premiera Don Kichota w reżyserii Andrzeja Glegolskiego[4] w Teatrze Wielkim w Warszawie
- 24 lutego 1996 roku – premiera Don Kichota w Opera Nova w Bydgoszczy
- 6 lutego 1999 roku – premiera Bajadery w Teatrze Wielkim w Łodzi
- 8 marca 2002 roku – premiera Don Kichota w Teatrze Wielkim im. Stanisława Moniuszki w Poznaniu
- 9 marca 2002 roku – premiera Intrygi Amora, czyli Don Kichot Operze Bałtyckiej w Gdańsku
- 27 września 2003 roku – premiera Don Kichota w Operze Śląskiej w Bytomiu
- 15 maja 2004 roku – premiera Bajadery w Teatrze Wielkim w Warszawie
- 20 lutego 2009 roku – premiera baletu Don Kichot w Operze Wrocławskiej
- 26 października 2013 – premiera Don Kichota w Teatrze Wielkim w Łodzi
- 29 maja 2014 roku – premiera nowej wersji choreograficznej Aleksieja Fadiejeczewa baletu Don Kichot w Teatrze Wielkim w Warszawie[2].